# Gerocyptera divisa
Gerocyptera divisa là một loài ruồi trong họ Tachinidae.